# Stan Kroenke
Enos Stanley Kroenke (Columbia, Misuri, 29 de julio de 1949) es un empresario y magnate estadounidense, propietario de negocios de ámbito deportivo.

## Deportes
Es el accionista mayoritario de Los Angeles Rams de la NFL, del Arsenal de la premier inglesa, de los Colorado Rapids de la MLS, de los Denver Nuggets de la NBA, de los Colorado Avalanche de la NHL, de los Colorado Mammoth de la NLL y de Los Angeles Gladiators, de la Overwatch League.

## Vida personal
Está casado con la empresaria multimillonaria estadounidense y una de las heredera de la cadena de Supermercados Walmart Ann Walton con quien tiene dos hijos Josh y Whitney Ann Kroenke.